# 施泰特尔反应
施泰特尔反应（Stetter reaction）指氰化物或噻唑盐（如硫胺素）催化下醛羰基碳对α,β-不饱和化合物的1,4-加成反应，生成1,4-二羰基化合物及其类似物。
施泰特尔反应是一种羰基的极性转换反应。在反应条件下，安息香缩合反应是最主要的竞争反应，但安息香缩合是可逆的，而施泰特尔反应导向更稳定的产物，因而是主产物。

## 反应机理
首先是氰基负离子或噻唑负离子对羰基进行加成，这两个基团可促使α-碳负离子的生成，从而使亲电性的羰基碳转化为亲核性。然后是碳负离子对不饱和化合物的麦克尔加成反应，最后消除氰基负离子或噻唑负离子，得到1,4-二羰基化合物，完成一个催化循环。

## 应用
1、从庚醛和丁烯酮制取2,5-十一碳二酮。. 
2、Liu和罗维斯最近报道了用手性三唑盐卡宾催化的不对称分子内施泰特尔反应。